# Achelia aspera
Achelia aspera är en havsspindelart som beskrevs av Loman, J.C.C 1923. Achelia aspera ingår i släktet Achelia och familjen Ammotheidae. Inga underarter finns listade i Catalogue of Life.